# Ír slágerlista
Az ír slágerlista az Írországban kiadott kislemezek népszerűségi listája. Az Írországi Hanglemezkiadók Szövetsége (IRMA) állítja össze a Chart-Track forgalomszámláló vállalat mérései alapján. Az első slágerlistát 1962. október 1-jén adták ki. Jelenleg az összes nagyobb, s mint egy negyven független zenei üzlet szolgáltat adatokat a listához. A listán az ír U2 rockegyüttesnek volt a legtöbb első helyezett kislemeze, szám szerint huszonegy.

## Külső hivatkozások
- Ír Top 50 kislemez